# Am Highpoint flippt die Meute aus
Am Highpoint flippt die Meute aus (Highpoint) ist eine kanadische Actionkomödie von Peter Carter aus dem Jahr 1982.

## Handlung
Die CIA und die Mafia planen gemeinsam eine Geheimoperation. Die dafür vorgesehenen 10 Millionen US-Dollar werden von James Hatcher unterschlagen. Er wird gejagt und taucht unter, während die CIA und die Mafiosi um die Schuld am Misserfolg des Unternehmens streiten. 
Die kranke Mutter Hatchers stellt den arbeitslosen britischen Buchhalter Lewis Kinney ein, den es in die USA verschlagen hat. Er soll ihre Adoptivtochter Lise beschützen. Infolgedessen gerät Kinney zwischen die Fronten. Die unterschiedlichen Fertigkeiten, die er in seinem Beruf bei verschiedenen Firmen erlernte, kommen ihm bei Autoverfolgungsjagden und Schießereien zugute, und er meistert jegliche Situation mit britischem Humor. 
Auf dem Highpoint, dem CN Tower in Toronto, der das höchste freistehende Bauwerk der Welt ist, kommt es zum Showdown. James Hatcher, der für den Tod einiger Menschen verantwortlich ist, stürzt nach einem kurzen Kampf mit Kinney in den Tod. Das Geld wird sichergestellt. Der US-amerikanische Geheimdienstchef Banner bekommt die Millionen zurück, und der Mafiaboss Maronzella erhält, wie abgemacht, seine zehn Prozent. Kinney und Lise sind verliebt und küssen sich. Der Film endet damit, dass die Stimme des Hauptcharakters sagt: Wenn wir nicht gestorben sind, dann leben wir noch heute. 

## Kritiken
Die Zeitschrift TV Movie schrieb, der Film sei „Albern-zerdehnter Action-Film mit einer völlig unglaubwürdigen Handlung“.
Die Zeitschrift TV Spielfilm schrieb, der Film sei eine „Krimikomödie ohne Sinn und Verstand“ und „wirrer Kram ohne jeden Highpoint / Höhepunkt“.
Die Zeitschrift TVdirekt 14/2007 schrieb, der Film sei „albern“. Er komme „ewig nicht auf Touren“.

## Hintergrund
Der Film wurde in Los Angeles, in New York City, in Toronto und in Québec im Jahr 1979 gedreht. Seine Produktionskosten betrugen schätzungsweise 7,3 Millionen Kanadische Dollar.
Hatchers Fall vom 553 Meter hohen CN Tower stellt eine der aufwändigsten Stuntszenen überhaupt dar. Für die Umsetzung war Dar Robinson verantwortlich.